# Jonas Stanevičius

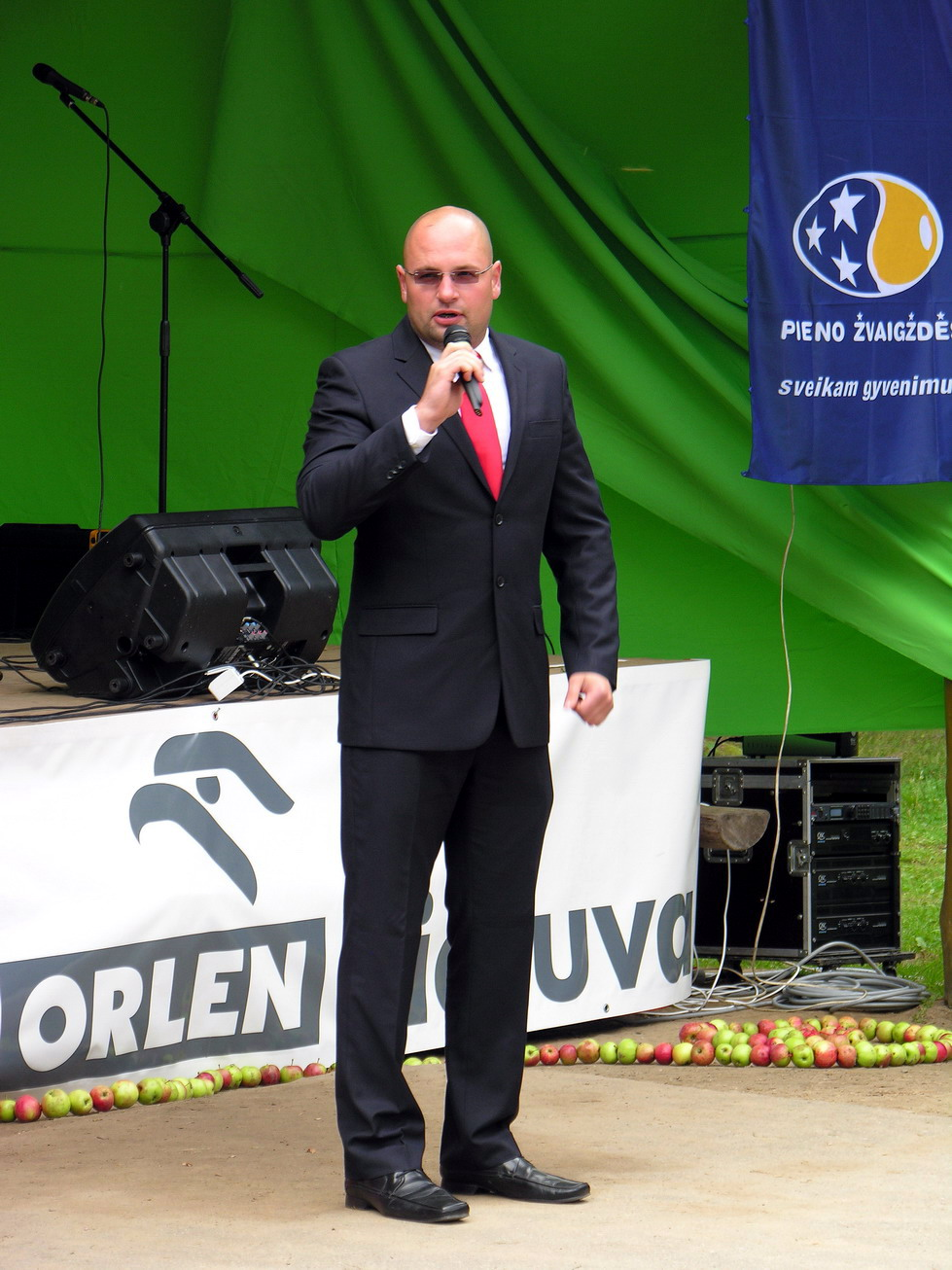

Jonas Stanevičius (* 2. Oktober 1977 in Vilnius) ist ein litauischer Politiker und Journalist.

## Biografie
Von 1995 bis 2003 war er Korrespondent der Tageszeitung in Klaipėda, Themenredakteur. Von 2000 bis 2007 war er Fernsehjournalist der TV-Sendungen „Farai“, „Komanda“, „Gelbėtojų komanda“. Von 2001 bis 2008 arbeitete er bei UAB „J&G produkcija“ als Redakteur. Von 2002 bis 2008 war er Moderator der TV-Sendung „TV pagalba“.
Von 2007 bis 2008 war er stellvertretender Bürgermeister von Skuodas. Er leitete die Fraktion im Rat der Rajongemeinde Skuodas. Von 2008 bis 2012 war er Mitglied im Seimas (Fraktion Krikščionių partija).